# Fédération guatémaltèque de rugby à XV
La Fédération guatémaltèque de rugby à XV (officiellement en espagnol : Asociación Deportiva Nacional de Rugby de Guatemala) est l'instance qui régit l'organisation du rugby à XV au Guatemala.

## Historique
L'organisme est fondé le 15 décembre 2007, dans le cadre d'un tournoi d'Amérique centrale sur invitation avec le Costa Rica et le Panama, la « Coupe des Trois Nations » ; l'acte fondateur d'une association destinée à gérer la pratique du rugby au niveau national est signé le jour même. La première édition du championnat national s'ouvre dès mars 2008.
En 2014, la fédération devient membre de la Confederación Sudamericana de Rugby, organisme sud-américain du rugby à XV.
Elle devient en 2016 membre associé de World Rugby, organisme international du rugby à XV, avant de devenir à membre à part entière le 14 novembre 2024.
Elle est affiliée au sein du Comité olympique guatémaltèque.

## Identité visuelle

Évolution du logo
Ancien logo abandonné en 2023.
Logo instauré en 2023.